# Райнальди, Джироламо
Джироламо Райнальди (итал. Girolamo Rainaldi; 1570 год, Рим — 1655 год, там же) — итальянский архитектор, работавший в традициях североитальянского маньеризма, часто в группе архитекторов. Он успешно соперничал с Бернини. Его сын Карло Райнальди стал выдающимся архитектором новой эпохи барокко.
Райнальди, родившийся в Риме был сыном художника из Норчи.
Он учился искусству архитектуры у Доменико Фонтаны и выступал в качестве помощника у Джакомо Делла Порта, которого и сменил после его смерти в 1602 году на посту главного архитектора Рима, находясь под патронажем папы Сикста V. А будучи позднее любимым архитектором у кардинала Памфили, после его всхождения на папский престол под именем Иннокентия X в 1644 году стал и вовсе главным архитектором Папского государства.
Среди наиболее примечательных его работ — кармелитская церковь святого Сильвестро в Капрароле (1621-1623), вблизи Рима. Кроме того, он спроектировал палаццо Памфили на Пьяцца Навона для папы Иннокентия X (около 1650, а также создал первый проект церкви Сант-Аньезе-ин-Агоне на той же площади, за который взялся Франческо Борромини.
Райнальди был приглашён семьёй Фарнезе в Парму, где он был занят строительством их городских дворцов и церкви Сантиссима Аннунциата. В Болонье ему принадлежит авторство церкви святой Лючии (1623), созданной по модели церкви Иль Джезу в Риме и сводов нефа Собора святого Петра. Там же он руководил декоративными работами в центральной части Базилики Сан-Петронио. В Модене Райнальди работал над значительной частью герцогского дворца (1631-1634)
Джироламо Райнальди был скромно похоронен, как и его отец, в церкви Санти-Лука-и-Мартина, спроектированной частично его отцом, частично Пьетро да Кортоной.